# Himoinsa
 (mai 2025).
Motif : sources?
- Archive Wikiwix
- Bing
- Cairn
- DuckDuckGo
- E. Universalis
- Gallica
- Google
- G. Books
- G. News
- G. Scholar
- Persée
- Qwant
- (zh) Baidu
- (ru) Yandex
- (wd) trouver des œuvres sur Wikidata

| 1. | Préciser le motif de la pose du bandeau. | Précisez le motif de la pose du bandeau en utilisant la syntaxe suivante : {{admissibilité à vérifier\|date=mai 2025\|motif=remplacez ce texte par le motif}}                 |
| 2. | Informer les utilisateurs concernés.     | Pensez à avertir le créateur de l'article, par exemple, en insérant le code ci-dessous sur sa page de discussion : {{subst:avertissement admissibilité à vérifier\|Himoinsa}} |

Himoinsa est une entreprise espagnole appartenant au groupe japonais Yanmar depuis 2015, spécialisée dans la conception, la fabrication et la distribution d'équipements de production d'énergie, groupes électrogènes Diesel et gaz, mâts d'éclairage, panneaux de commande et de groupes hybrides conçus pour être intégrés à des systèmes d'énergie solaire.
Très intégrée verticalement, la société fabrique ses propres composants de ses groupes électrogènes : alternateurs, moteurs, capotages et coffrets de commande. 

## Certification
La société Himoinsa est certifiée ISO 9001 version 2008. 